# Cuora galbinifrons
Cuora galbinifrons hay rùa hộp Đông Dương, rùa hộp trán vàng là một loài rùa trong họ Geoemydidae. Loài này được Bourret mô tả khoa học đầu tiên năm 1939.

## Phân bố
Loài này đã được xác nhận là phân bố ở Hải Nam và Quảng Tây thuộc Trung Quốc, ở đông bắc CHDCND Lào, và ở miền bắc Việt Nam xa về phía nam đến tỉnh Quảng Bình. Ở Hải Nam, loài này sinh sống từ độ cao ít nhất trên 350 m so với mực nước biển, có vài báo cáo đã xác nhận vài lần xuất hiện ở độ cao 700–1800 m.

## Số lượng
Số lượng cá thể loài này đã giảm 90% trong 60 năm qua tức 3 thế hệ, tức là số lượng đã giảm nghiêm trọng. Wang và cộng sự . (2011) đã tính toán mật độ dân số là 0,7862 Cuora galbinifron trên km 2  trong một khu vực nhỏ tại Khu bảo tồn thiên nhiên Diaoluoshan ở Hải Nam, dựa trên khảo sát sáu khu vực lấy mẫu với 424 bẫy mồi. Số lượng cá thể đã suy giảm, trong khi 7 đến 15 năm trước thì loài này khá phổ biến, theo lời của các thợ săn trong các cuộc phỏng vấn. Mặc cho tỉ lệ tìm kiếm và thu thập loài này không giảm nhưng số lượng thu thập thì cứ tiếp tục giảm, kết luân đã đi đến rằng các quần thể còn rất nhỏ và đã giảm 90% trong 60 năm qua.

## Bảo tồn
Rùa hộp Đông Dương được đưa vào Phụ lục II của Công ước CITES vào ngày 19 tháng 7 năm 2000. Hạn ngạch bằng 0 đã được áp dụng cho loài này có hiệu lực từ ngày 12 tháng 6 năm 2013. Tại Việt Nam,  Rùa hộp Đông Dương được bảo vệ khỏi khai thác thương mại với tư cách là loài nguy cấp, quý, hiếm được ưu tiên bảo vệ theo Nghị định 160/2013/NĐ-CP của Chính Phủ. Ở Trung Quốc, loài rùa này được đưa vào danh sách các loài động vật hoang dã trên cạn được bảo vệ do Cục Lâm nghiệp Nhà nước công bố năm 2000; Các loài được liệt kê này là một phần của Luật Bảo vệ Động vật Hoang dã của Cộng hòa Nhân dân Trung Hoa (1989). Loài này là loài được ưu tiên bảo vệ cao nhất và xuất hiện ở hầu hết các khu bảo tồn trên Hải Nam (Wang et al . 2011). Chúng được liệt kê trong Danh mục cấm I của Luật Các loài động vật hoang dã và thủy sinh (số 07/NA ngày 24 tháng 12 năm 2007) ở CHDCND Lào, là loại bảo vệ cao nhất, cấm săn bắt.

## Hình ảnh

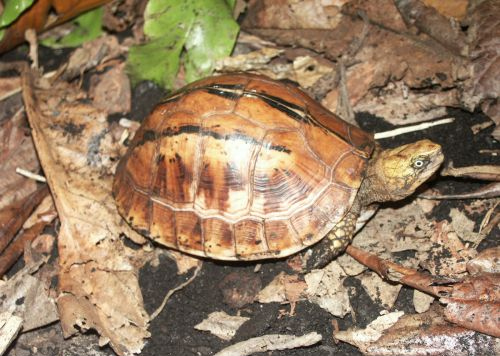
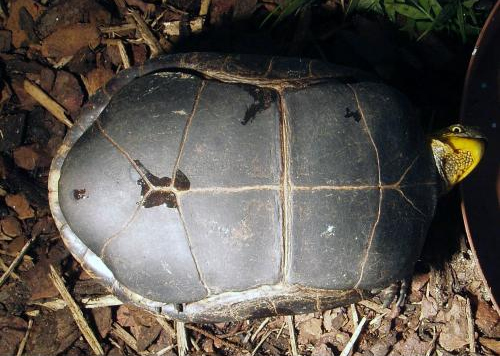
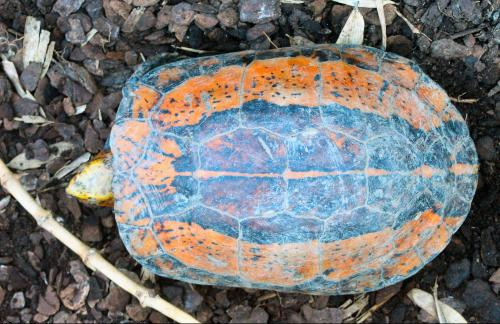